# Halloween (chanson)
Pour les articles homonymes, voir Halloween (homonymie).
Halloween  est le septième et dernier single du groupe de hardcore punk américain Dead Kennedys. Il est sorti en décembre 1982 sur Alternative Tentacles, avec en face B "Saturday Night Holocaust". La chanson est tirée du deuxième album du groupe, Plastic Surgery Disasters .

## Sujet de la chanson
La chanson parle d' Halloween (Dead Kennedys formé à San Francisco où Halloween est une grande fête) et se demande pourquoi les gens ne le célèbrent pas tous les jours. Halloween souligne que les gens sont trop timides pour s'exprimer ainsi au quotidien à cause de ce que les autres pourraient dire; comme indiqué dans la phrase "Les gens dans la rue, ils pourraient vous regarder."

## Charts
| Charts (1982)  | Meilleur classement |
| -------------- | ------------------- |
| UK Indie Chart | 3                   |